# Miroslava
Miroslava là một xã thuộc hạt Iași, România. Dân số thời điểm năm 2002 là 8119 người.